# Praticolella berlandieriana
Praticolella berlandieriana är en snäckart som först beskrevs av Moïse Étienne Moricand 1833.  Praticolella berlandieriana ingår i släktet Praticolella och familjen Polygyridae. Inga underarter finns listade i Catalogue of Life.